# Rónai István (piarista pap)
Rónai István (Dotisz) (Szeged, 1866. október 23. – Kecskemét, 1895. szeptember 21.) piarista   áldozópap és tanár.

## Élete
Apja a felső vidékről származott le Szegedre, ahol az 1879. évi árvíz a szülői házat a hullámokba temette. Ekkor a család Kecskemétre költözött, ahol Rónai a piarista főgimnáziumban folytatta tanulmányait és 1884. augusztus 27-én lépett Vácon a rendbe. 
Tanulmányainak folytatása végett Kecskemétre küldte rendfőnöke, két évig pedig a nyitrai hittani intézetben tanulta a teológiát. 1890. július 16-án tanévet és a következőt is Kolozsvárt töltötte, ahol a magyar és latin nyelvből és irodalomból tanári vizsgálatot tett. 1891-től Léván volt tanár, két év múlva Kecskemétre ment tanárnak, ahol szintén két évet töltött.
Költeményei a Kecskeméti Lapokban és a Kecskemétben jelentek meg.